# Putte (Woensdrecht)
Putte ist ein Ort in der Gemeinde Woensdrecht, Provinz Noord-Brabant, in den Niederlanden. Er liegt an der belgischen Grenze gegenüber einem gleichnamigen belgischen Ort und etwa 15 km nördlich von Antwerpen. 2024 hatte der Ort 3870 Einwohner. Bis zur Schaffung der Gemeinde Woensdrecht 1997 war Putte eine eigenständige Gemeinde.

## Friedhöfe belgischer jüdischer Gemeinden
Da belgisches Gesetz die Ruhezeiten von Gräbern befristet, unterhalten jüdische Organisationen aus dem benachbarten belgischen Antwerpen Friedhöfe im niederländischen Putte, um die halachisch gebotene unbefristete Grabruhe zu sichern. Die 1892 gegründete Antwerpener Synagogengemeinde Machsike haDass (hebräisch מַחְזִיקֵי הַדָּת Wahrende des Glaubens, niederländisch Israëlitische Orthodoxe Gemeente Machsike haDass) legte ihren Friedhof (Machsike haDass Befraafplaats, jiddisch בית החיים מחזיקי הדת אנטווערפען Beys haChayim Machzikey haDos Antverpen) 1907 im Noordweg 36 in Putte an. Als ab 1923 auf ihrem Grabfeld auf dem Antwerperner Kielbegraafplaats in Hoboken keine weiteren Beisetzungen mehr vorgenommenen werden durften, da der Friedhof 1936 entwidmet werden sollte (seither ist dort der Kielpark), ließ die Gemeinde ihre dort Bestatteten nach Putte umbetten. Die unter deutscher Besatzung auf dem Friedhof Schoonselhof bestatteten Mitglieder ließ die Gemeinde nach dem Zweiten Weltkrieg auch nach Putte überführen. Auch jüdische Orthodoxe aus Brüssel finden auf dem Friedhof der Machsike haDass ihre letzte Ruhe.
Die Stiftung Israëlitische Begrafenis Vereeniging Antwerpen – Frechie Stichting unterhält seit 1910 den Friedhof Begraafplaats Stichting Frechie ebenfalls im Noordweg 38. Die Stiftung bietet Grabplätze für jüdische Verstorbene, die zu Lebzeiten oder deren Angehörige posthum einen Beitrag entrichten, einerlei welcher Synagogengemeinde sie angehören. Im Jahre 1933 überführte die Stiftung sterbliche Überreste aus abgelaufenene Gräbern des belgischen Kielbegraafplaats nach Putte, 1963–1970 sterbliche Überreste vom jüdischen Grabfeld des Friedhofs Schoonselhof und 1970 die Gräber des Cimetière juif Saint-Servais der aufgelösten Synagogengemeinde Namur.
Die Antwerpener Synagogengemeinde Schomrej haDass (hebräisch שׁוֹמְרֵי הַדָּת Wächter des Glaubens, niederländisch Israëlitische Gemeente Shomre haDas te Antwerpen, auch Shomre Hadas-Geloofsgemeenschap) unterhält seit 1913 ihren Begräbnisplatz, den Joodse Begraafplaats Shomre haDass te Putte im Putseweg 24. Erste Bestattungen erfolgten 1920, nachdem der Begräbnisplatz mit Tor, Mauern, Taharahaus und Bethaus im Stil des Expressionismus versehen worden war.

## Trivia
Der Ursprung des baltischen Adelsgeschlechts Samson von Himmelstjerna liegt entweder hier oder im gleichnamigen Ort in Gelderland.